# Мануел Локатели
Мануел Локатели е професионален италиански футболист, роден на 8 януари 1998 г. Играе като полузащитник за Ювентус и националния отбор на Италия.

## Клубна кариера
Милан

След 7 прекарани години в юношеския отбор Локатели най-накрая бива извикан в мъжкия отбор. Прави дебюта си в Серия А на 21 април 2016г, влизайки като резерва срещу отбора на Карпи. Първия си гол вкарва в мач срещу Сасуоло, спечелен драматично с резултат 4-3. На 22 октомври 2016г. вкарва невероятен гол срещу Ювентус, а мачът завършва с победа 1-0.
 
През сезон 2017/18 обаче игровото му време значително намалява поради възстановяването от контузия на Рикардо Монтоливо и трансферът на Лукас Билия. 

Сасуоло

Лятото преди сезон 2018/19 Милан привлича Тимуе Бакайоко и конкуренцията за Локатели става твърде голяма. Ръководството и играчс се съгласяват, че сделка с отбор от по-нисък ранг би била добра идея. Така на 13 август 2018г. Сасуоло привлича играча. Сделката е под наем с опция за откупуване.

В края на сезон 2018/19 отборът се възползва от тази опция и полузащитникът става изцяло техен играч.

Ювентус

Силното предствяне на играча през сезон 2020/21 и на Евро 2020 не остава незабелязано. В битка за подписа му се спекулират имената на Ювентус, Арсенал и Борусия Дортмунд, но в крайна сметка на 18 август 2021г. най-титулуваният отбор в Италия осъществява неговия трансфер. Сделката е под формата на наем в период от 2 години, след което Ювентус е задължен да го купи изцяло.

Прави своя дебют за отбора на 22 август 2021, влизайки като резерва срещу Удинезе. На 26 септември вкарва и първия си гол в мач, спечелен с резултат 3-2 срещу Сампдория. Полузащитникът се отчита и с асистенция в същия мач. На 2 октомври вкарва победния гол в Дерби дела Моле срещу Торино.

## Национален отбор
Локатели прави дебюта си за националния отбор на Италия на 7 септември 2020 като титуляр в мач, спечелен с 1-0 срещу Нидерландия в Амстердам от Лигата на нациите. Отбелязва първия си гол на 28 март 2021 в мач от квалификациите за Световното първенство срещу България. 
Локатели участва в отбора на Италия, спечелил ЕВРО 2020, като вкарва два гола в мач, спечелен с 3-0 срещу Швейцария в груповата фаза на турнира.

## Успехи
Клубна кариера 

Милан  

Суперкупа на Италия (1) - 2016 
Национален отбор 

Европейско първенство (1) - 2020